# Sabir Ali
Sabir Ali, né le 19 avril 1955 et mort le 22 janvier 2023 à New Delhi, est un sportif indien spécialiste des épreuves combinées.

## Biographie
Il remporte la médaille d'or du décathlon lors des championnats d'Asie de 1981, à Tokyo. 

### Palmarès
| Date | Compétition         | Lieu  | Résultat | Épreuve   | Performance |
| ---- | ------------------- | ----- | -------- | --------- | ----------- |
| 1981 | Championnats d'Asie | Tokyo | 1er      | Décathlon | 7 253 pts   |

### Records
| Épreuve   | Performance | Lieu | Date |
| --------- | ----------- | ---- | ---- |
| Décathlon |             |      |      |